# Marek Ostrowski (dziennikarz)
Marek Ostrowski (ur. 14 listopada 1944 w Wilnie) – polski dziennikarz i prawnik, komentator polityki zagranicznej w tygodniku „Polityka” (do marca 2012 kierownik jego działu zagranicznego) oraz w programie TVP „7 dni świat”, komentuje też wydarzenia dla ogólnopolskich telewizji.

## Życiorys
Syn Heleny z Komorowskich. Jego ojczymem był mjr cichociemny Teodor Cetys. Ukończył w 1968 studia prawnicze na Wydziale Prawa i Administracji Uniwersytetu Warszawskiego. Tam też uczestniczył w seminarium doktoranckim, prowadzonym przez prof. Stanisława Ehrlicha. 
Zajął się dziennikarstwem, szczególnie specjalizując się w sprawach zagranicznych. W latach 1979–1986 był korespondentem Polskiej Agencji Prasowej we Francji, w latach 1989–1991 w Genewie i w latach 1991–1994 w Londynie. Po powrocie do Polski pełnił funkcję zastępcy redaktora naczelnego Redakcji Zagranicznej Polskiej Agencji Prasowej oraz pracował jako szef działu zagranicznego w tygodniku „Polityka” i jego stały autor.
W 2000 otrzymał nagrodę Trójkąta Weimarskiego. W 2012 za przyczynienie się do lepszego poznania Francji w Polsce oraz wybitną działalność dziennikarską został kawalerem Orderu Legii Honorowej.

## Książki
- Co nas obchodzi świat. Ściągawka na czas chaosu, Wydawnictwo Trio, 2006.
- Teatr sprawiedliwości. Aktorzy i kulisy, Biblioteka Polityki, 2015.
- Francuski sen. Wydawnictwo Akademickie Dialog, Warszawa 2019.